# Caccia alla Bismarck
La caccia alla Bismarck è stata l'operazione congiunta della Royal Navy, comprendente la Home Fleet, con tutte le navi disponibili nell'Atlantico settentrionale, e la Forza H, proveniente da Gibilterra, per intercettare e affondare la corazzata tedesca Bismarck. La caccia si svolse dal 24 al 26 maggio 1941 e si concluse con l'affondamento della nave tedesca il mattino del 27 maggio.

## Origini della caccia
(Messaggio inviato dal contrammiraglio Wake-Walker all'Ammiragliato a Londra.)
La Bismarck e il Prinz Eugen salparono il 21 maggio 1941 da Bergen per tentare di entrare nell'Atlantico attraversando il canale di Danimarca nell'ambito dell'operazione Rheinübung. Avvistate da una squadra di incrociatori britannici, le due navi tedesche furono impegnate dall'incrociatore da battaglia Hood (la nave da guerra più grande del mondo allora in servizio dopo la Bismarck) e dalla corazzata Prince of Wales. Dopo otto minuti dall'inizio della battaglia dello stretto di Danimarca l'Hood affondava, colpita dalle due navi tedesche, e dopo altri nove minuti la Prince of Wales era costretta a rompere il contatto a causa dei danni subiti, tra cui un colpo in plancia che fece alcuni morti.
L'affondamento dell'Hood, una delle navi più prestigiose della Royal Navy, su cui alzava la bandiera l'ammiraglio Lancelot Holland, fu molto sentito da tutta la Home Fleet, che si mosse sia per vendicare la sua nave sia per impedire alla Kriegsmarine di portare a termine l'operazione Rheinübung, che avrebbe rappresentato un grandissimo rischio per i convogli tra gli Stati Uniti e la Gran Bretagna.

### Situazione alla mattina del 24 maggio

#### Navi da guerra
Le navi da guerra britanniche presenti nell'Atlantico alla mattina del 24 maggio erano:
- Incrociatori Norfolk (con bandiera del contrammiraglio Wake Walker) e Suffolk con la corazzata Prince of Wales gravemente danneggiata in "pedinamento" della squadra tedesca
- Ammiraglio Sir John Tovey comandante in capo della Home Fleet, con insegna sulla corazzata King George V, al comando anche di: incrociatore da battaglia Repulse, portaerei Victorious e cinque incrociatori 360 nm a SE della Bismarck
- La corazzata Revenge a Halifax, nella Nuova Scozia
- La corazzata Ramillies a est di Terranova
- Gli incrociatori Edinburgh (con la bandiera del commodoro Blackman) e London a NE delle Azzorre
- Corazzata Rodney e scorta di cacciatorpediniere a ovest del Clyde
- Forza H, di base a Gibilterra, destinata alla scorta del convoglio WS-8B. Partita la mattina da Gibilterra. Navi: incrociatore da battaglia Renown (con bandiera del contrammiraglio Somerville), portaerei Ark Royal, incrociatore Sheffield.

#### Convogli
- HX-126 - da Halifax alla Gran Bretagna in prossimità della forza comandata da Tovey
- WS-8B - dalla Gran Bretagna al Nord Africa via Città del Capo e relativa scorta (cinque cacciatorpediniere)
- Nave Britannic per trasporto veloce truppe
- SL-74
- HX-127 (stessa posizione della Ramillies)

#### Lo stato dellaBismarck
Nel corso della battaglia la Bismarck aveva incassato tre colpi: mentre uno aveva provocato danni trascurabili alla catapulta dell'aereo e al motoscafo del comandante, uno degli altri due aveva messo fuori uso una dinamo e il locale caldaie n. 2, con due caldaie, e l'altro aveva completamente attraversato la nave all'altezza del giardinetto di poppa, facendo entrare acqua di mare in uno dei serbatoi della nafta che aveva perforato e facendo fuoriuscire nafta nella scia della nave; inoltre aveva danneggiato le valvole di aspirazione impedendo così l'accesso a un migliaio di tonnellate di nafta, con le ovvie conseguenze sull'autonomia della nave. I danni subiti avevano ridotto la velocità della Bismarck a 28 nodi (52 km/h).

## L'inizio della caccia
Dopo la battaglia la squadra tedesca aveva due possibilità: rientrare in Germania per le riparazioni o tentare di raggiungere un porto amico per riparare i danni patiti dalla Bismarck per permetterle di riprendere il mare. La prima possibilità aveva il vantaggio di allontanare la squadra tedesca dal nemico, ma la avvicinava a Scapa Flow, quindi alla principale base nemica, inoltre, dopo le riparazioni, avrebbe costretto la Bismarck a ritentare il forzamento degli stretti verso l'Atlantico settentrionale, con tutta la flotta inglese già in allarme. Inoltre il più vicino porto amico (Bergen) era distante circa 1 000 miglia. La seconda possibilità, pur avvicinando la Bismarck alle forze nemiche, la avrebbe avvicinata anche al teatro di operazioni e, dopo le riparazioni, la Bismarck avrebbe potuto riprendere la sua missione senza difficoltà. In questo caso il porto più vicino (Brest) distava 1 600 miglia (2 600 km).

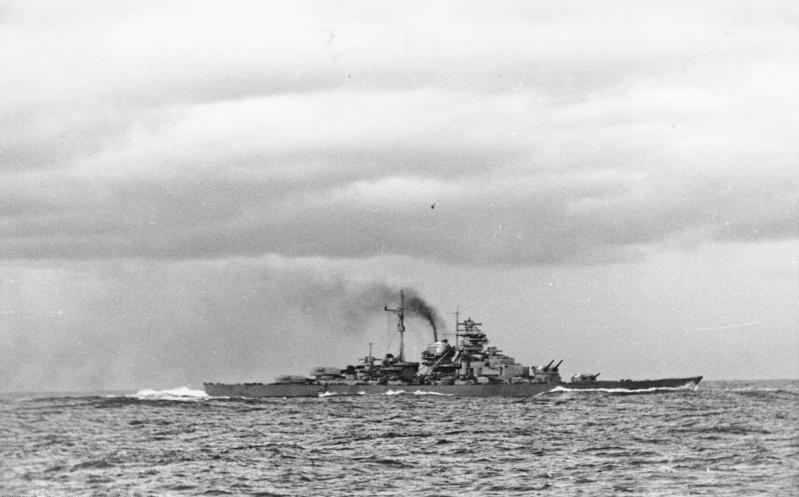
La Bismarck dopo la battaglia dello stretto di Danimarca, durante il suo tentativo di raggiungere il porto di Brest

La scelta di Lütjens fu di seguire gli ordini che aveva ricevuto dall'OKM all'inizio della missione e di proseguire la missione in Atlantico. Questa scelta fu successivamente criticata da molti, in primis da Hitler, ma, quando l'OKM lasciò la responsabilità di scegliere a Lütjens si basò sul principio (assolutamente consono alla prassi militare tedesca) che chi era in luogo aveva una visione della situazione più chiara, anche se il Comando Gruppo Nord (Wilhelmshaven) era di parere contrario. Comunque a mezzogiorno la squadra aveva superato la linea di separazione fra le zone di competenza del Comando Gruppo Nord e del Comando Gruppo Ovest (Parigi), che si stava già organizzando per accogliere la squadra. Intanto il Comando U-Boot stava inviando i sette sommergibili in crociera in Atlantico a sud della Groenlandia, per coprire la rotta della Bismarck.
Le navi britanniche iniziarono a manovrare in modo da chiudere ogni via di fuga alla Bismarck, Tovey diresse per sud-ovest, in modo tale da poter intercettare immediatamente la squadra tedesca se avesse tentato un'accostata a est per rientrare in Norvegia. La squadra tedesca verso mezzogiorno corresse la rotta verso sud, dirigendo quindi verso le forze di Tovey, che calcolò di poterla intercettare al mattino seguente. Temendo che la Bismarck, approfittando del buio della notte, potesse rompere il contatto con le navi che la pedinavano, alle 15 Tovey ordinò al contrammiraglio Alban Curteis (bandiera sull'incrociatore Galatea) di prendere quattro incrociatori e la Victorious e di intercettare la Bismarck prima che cadesse la notte. La King George V e il Repulse presero rotta verso SW per mantenere comunque il contatto con il nemico.
Intanto Lütjens aveva deciso di separare le due navi della squadra, il Prinz Eugen avrebbe dovuto puntare a sud della Groenlandia, rifornirsi di carburante e proseguire la missione contro il traffico nemico. La Bismarck avrebbe preso rotta ovest e successivamente sud-sud-ovest per raggiungere i porti francesi. L'azione ebbe successo, e da poco dopo le 18 la Bismarck continuò da sola sulla sua rotta. Puntando verso ovest la Bismarck accostò a meno di 10 miglia dalle navi che la pedinavano, quindi aprì il fuoco per favorire lo sganciamento del Prinz Eugen, senza che i suoi colpi andassero a segno e senza che andassero a segno le salve di risposta della Prince of Wales; le salve della torre B del Suffolk orientate all'indietro con le loro onde d'urto fracassarono i vetri della propria plancia che era stata articizzata, cioè chiusa sul tetto e riscaldata a vapore. Al termine dell'azione la Prinz Eugen era lontana, diretta verso le petroliere per rifornirsi.

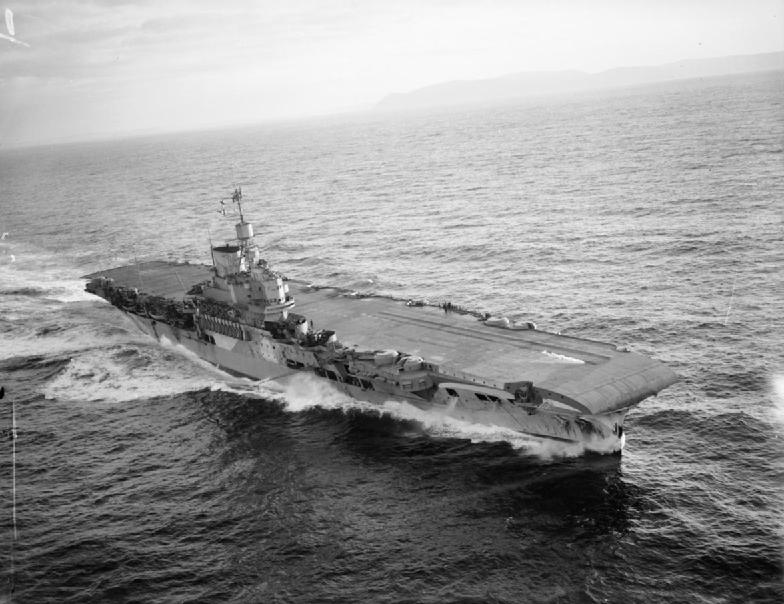
La portaerei inglese HMS Victorious, da cui partì il primo attacco con aerosiluranti contro la Bismarck

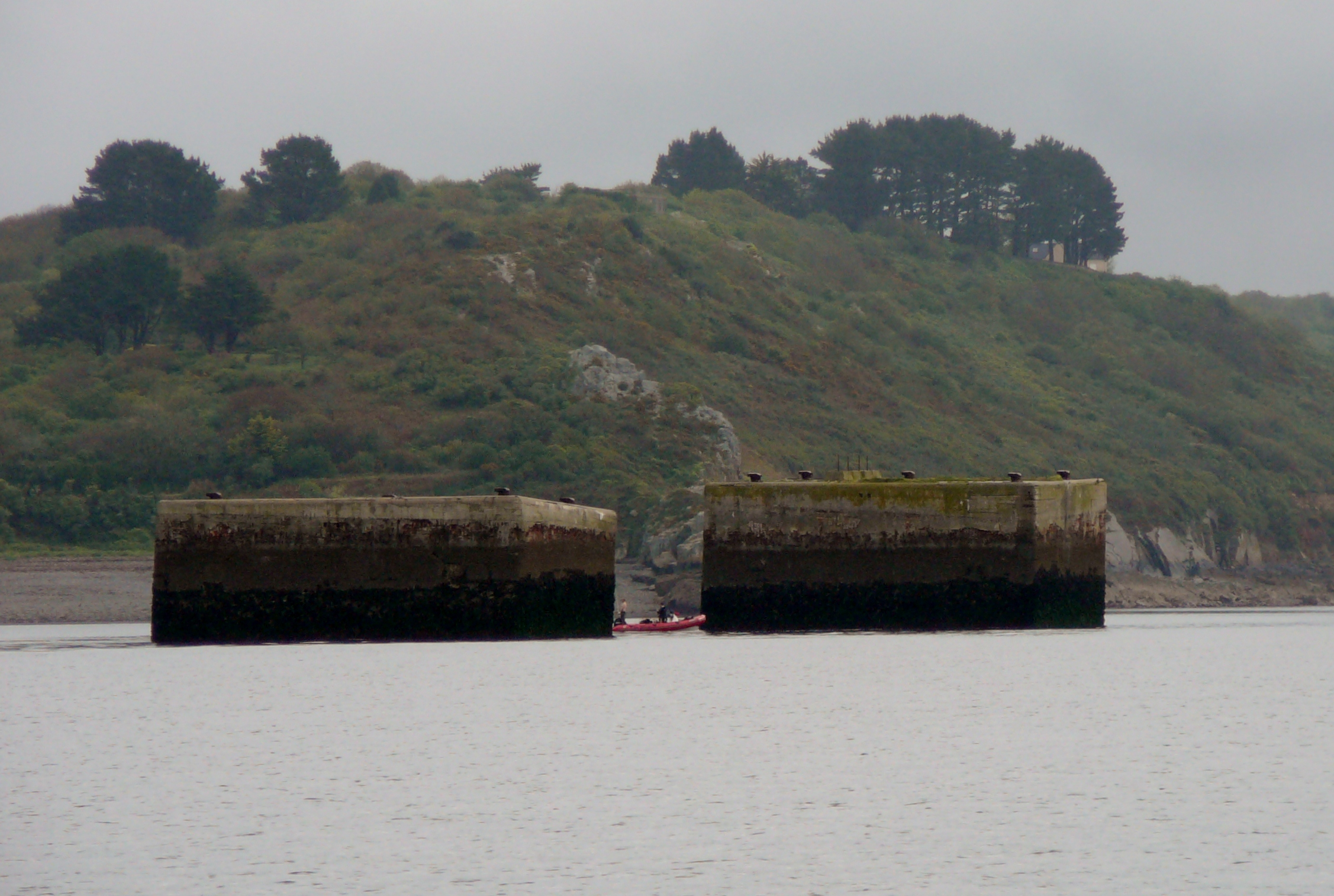
Le due briccole preparate per la riparazione della Bismark nel 2012

Anche se l'esito dello scontro era stato totalmente inconcludente, ebbe tuttavia un effetto: la squadra inglese, invece di assumere, come fino a quel momento, una formazione a triangolo con i due incrociatori a cavallo della rotta della Bismarck e la Prince of Wales di poppa a entrambi (la formazione migliore per evitare il rischio di perdere la nave pedinata) assunse una formazione in linea di fila, con in testa il Suffolk (la nave fornita di miglior radar tra le presenti, installato durante un recente ciclo di revisione) e la Prince of Wales e il Norfolk al seguito nell'ordine; questa disposizione era la migliore per poter rispondere a un eventuale nuovo attacco tedesco manovrando organicamente, ma lasciava un lato della Bismarck scoperto se le navi non fossero state esattamente in scia. Dato che le navi stavano entrando nella zona in cui era possibile trovare U-Boot, la squadra inglese cominciò a zigzagare a un tempo (cioè l'accostata era fatta contemporaneamente da tutte le navi). Intanto sulla Bismarck il direttore di macchina aveva controllato che non era disponibile nafta sufficiente per portare gli inseguitori alla linea di agguato dei sommergibili, quindi alle 22 Lütjens ordinò di assumere una rotta direttamente verso Brest (sud). A Brest nel frattempo erano state preparate due briccole per poter ormeggiare e riparare la Bismarck. Quasi alla stessa ora dalla Victorous partivano nove aerosiluranti Swordfish per attaccare la corazzata tedesca. Gli aerei attaccarono in tre sezioni e misero a segno un solo colpo, senza subire perdite. L'effetto sulla Bismarck fu solo di provocare la morte del capo nocchiere Kirschberg, primo caduto a bordo della corazzata, che batté la testa contro l'hangar dell'aereo di bordo, e tre feriti alle gambe tra il personale dell'hangar per la detonazione della testata.
Era diventato assolutamente necessario per la Bismarck rompere il contatto, prima che tornassero gli aerei (segnale certo della presenza di una portaerei a distanza relativamente breve) e prima che arrivassero le corazzate britanniche. Alle 3 (25 maggio) la Bismarck, approfittando di uno zigzag della divisione britannica a sinistra, mise barra dritta aumentando velocità, passando dopo tre ore nella sua scia e dirigendo poi per sud-est, in direzione di Capo Finisterre. Il Suffolk aveva perso il contatto radar con il nemico e alle 5 del mattino gli inglesi ebbero la certezza che non l'avrebbero ripreso. Ora la Bismarck era da sola nell'Atlantico e nessuna nave britannica poteva sapere con precisione la sua posizione.

## La ricerca
Già nel corso della notte la Forza H era stata distolta dalla missione programmata e lanciata verso nord per intercettare la Bismarck, da cui distava ancora 1 300 miglia, e, senza saperlo, in rotta di collisione con la corazzata. L'ammiraglio Tovey dalla King George V decise di contrastare quella che riteneva la mossa più pericolosa della Bismarck. Cioè, ignorando la reale entità dei danni sulla nave tedesca, che questa stesse dirigendo verso ovest per attaccare il traffico mercantile britannico. Per questo motivo ordinò una ricerca "a rastrello" (cioè con le navi in linea di rilevamento) direzione SW-NE per una distanza di 100 miglia dalla sua posizione attuale, in modo da coprire sia un attacco al naviglio mercantile sia una possibile rotta est per rientrare in Germania. La situazione (che, ovviamente, nessuno degli attori conosceva) alle 8 del mattino era:
- Home Fleet a SW della Bismarck, distanza circa 100 miglia
- Forza dell'ammiraglio Alban Curteis a NW della Bismarck, distanza???
- Forza di pedinamento (contramm. Frederick Wake-Walker) a ovest della Bismarck, distanza???
- Forza H a sud della Bismarck, distanza circa 1 200 miglia
- HMS Ramillies a sud della Bismarck distanza circa 400 miglia
- HMS Rodney a SE della Bismarck, distanza circa 350 miglia

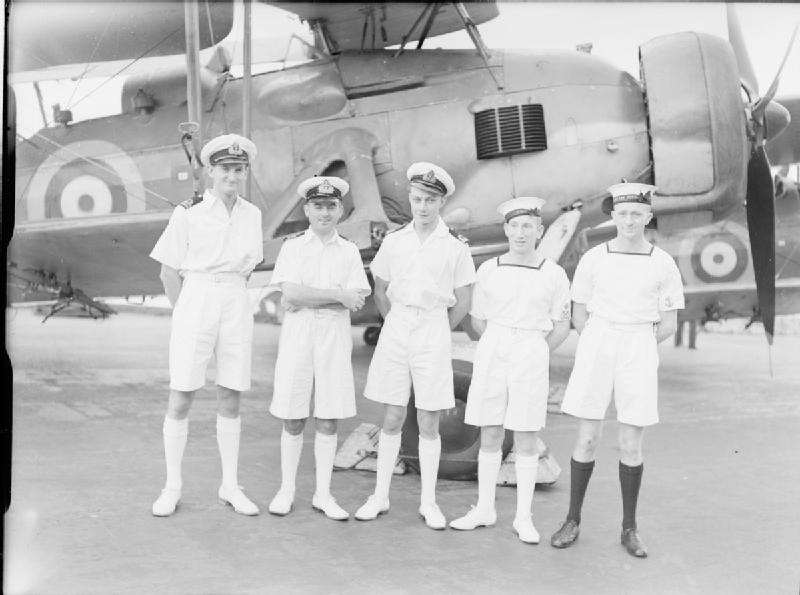
Cinque degli aviatori coinvolti nella "caccia alla Bismarck"

Tuttavia la Bismarck stava muovendo a 20 nodi, direzione SE, mentre tutte le forze (tranne la Forza H) muovevano direzione ovest, cioè in allontanamento dall'obiettivo. Nella Home Fleet intanto era stato distaccato il Repulse, per rifornirlo di combustibile a Terranova, mentre la Prince of Wales (non più necessaria a proteggere gli incrociatori) stava puntando verso la King George V. La Ramillies puntò in direzione NW, per tentare di intercettare la Bismarck se questa si fosse diretta verso le Azzorre per rifornirsi dalle petroliere presenti in zona. Intanto la Bismarck aveva (imprudentemente) effettuato due trasmissioni all'OKM, che furono intercettate e triangolate dalle stazioni di ascolto britanniche. Tuttavia, su esplicita richiesta di Tovey, furono trasmessi alla flotta solo i rilevamenti, non i calcoli che mostravano chiaramente la posizione della Bismarck a est delle forze britanniche. Invece sulla King George V i calcoli furono sbagliati (si trattava di calcolare la posizione basandosi su due rette quasi parallele e con una base relativamente stretta) e la posizione della Bismarck fu valutata a nord delle forze inglesi. Questo poteva significare una cosa sola: la Bismarck stava rientrando in Germania, quindi tutte le forze sotto il controllo della Home Fleet accostarono verso NE, allontanandosi ancora di più dalla Bismarck. Wake Walker ordinò ai suoi incrociatori di cambiare rotta in modo tale da poter cercare di intercettare la Bismarck se fosse stata diretta verso la Francia, mentre la Rodney dirigeva verso la Spagna e la Ramillies aveva l'ordine di prendere la scorta del Britannic.

Nel pomeriggio, quando sulla King George V fu finalmente corretto l'errore sul rilevamento della Bismarck Tovey si decise a prendere rotta per SE, ma molte navi stavano dirigendo verso i porti per rifornirsi di nafta. Il Norfolk, nonostante fosse ai limiti dell'autonomia, si diresse verso Brest (rotta SE, 26 nodi) per cercare la nave tedesca. La Bismarck comunque aveva un vantaggio di circa 150 miglia sulle navi di Tovey, e, se fosse riuscita a mantenere la sua velocità, non sarebbe stata raggiunta prima di arrivare al sicuro a Brest. La Rodney continuò a tenere rotta NE finché non giunse al punto a cui teoricamente avrebbe potuto intercettare la rotta della Bismarck, prendendo allora una rotta verso il golfo di Biscaglia. La Royal Navy ordinò alla corazzata Nelson di muovere da Freetown verso Gibilterra, nell'ipotesi improbabile che la Bismarck cercasse di forzare lo stretto per entrare nel Mediterraneo; a guardia dello stretto fu posto anche un sommergibile, che si sarebbe trovato in ottima posizione per un eventuale siluramento. Le uniche navi veloci a distanza utile dalla Bismarck erano i cacciatorpediniere di scorta al convoglio WS-8B, sotto il comando del capitano Vian (quattro cacciatorpediniere classe Tribal: Cossack, Zulu, Sikh, Maori e il polacco ORP Piorun), quindi l'Ammiragliato diresse tre navi verso la King George V e due verso la Rodney, immediatamente i cacciatorpediniere presero rotta ENE a 27 nodi.La mattina dopo (26 maggio) alle ore 10:30 un aereo Catalina (lo Z) appartenente al 209 Squadron RAF del Coastal Command britannico, con il guardiamarina statunitense Leonard B. Smith della US Navy Reserve come secondo pilota, inviava questo messaggio mentre cercava di sfuggire al fuoco di sbarramento della nave:
La Bismarck era stata avvistata, la ricerca era finita, ora i cacciatori puntarono tutti decisi verso l'obiettivo.

## Il concentramento

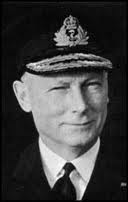
L'ammiraglio John Tovey, il comandante in capo della Home Fleet, imbarcato sulla King George V, diresse la caccia alla Bismarck fino al suo affondamento finale

In quel momento la Bismarck era ancora a 690 miglia da Brest, e, con una velocità di 19 nodi, avrebbe raggiunto il porto entro 36 ore. Con la King George V a 135 miglia a nord e la Rodney a 125 miglia NE nessuna delle due navi avrebbe potuto raggiungerla se non avesse ridotto la velocità. I cacciatorpediniere di Vian misero immediatamente la prua sul nemico, che distava circa 50 miglia, sperando di raggiungerlo in circa otto ore. Anche l'incrociatore Dorsetshire, di scorta a un convoglio a 600 miglia, lasciò la sua missione e diresse per interporsi fra la Bismarck e Brest. Però chi era nella migliore posizione per intercettare la Bismarck era la Forza H, che ne aveva tagliato la rotta all'alba e ora era a 100 miglia, in posizione per interporsi fra nave tedesca e Brest. Alle 13:15 Sommerville ordinò allo Sheffield di dirigere verso la Bismarck (in quel momento distante 40 miglia) e di tenerla sotto controllo di poppa. Alle 14:50 iniziarono i decolli degli Swordfish dalla Ark Royal, senza però che i piloti fossero stati avvertiti della presenza dello Sheffield nella stessa zona di mare della Bismarck. Intanto la King George V stava inseguendo la nave tedesca, ma non avrebbe potuto raggiungerla prima che questa arrivasse sotto la protezione degli aerei della Luftwaffe, e il ricongiungimento attorno alle 15 con la Rodney non modificava sensibilmente la situazione. Alle 18 la distanza fra la forza di Tovey e la Bismarck era scesa a 90 miglia, ma erano ancora troppe per sperare di raggiungere la nave tedesca, considerando che la Rodney, anche con le macchine alla massima pressione, sviluppava una velocità inferiore a 22 nodi. Tovey segnalò a Sommerville e all'Ammiragliato che la King George V poteva continuare l'inseguimento solo fino alla mezzanotte e la Rodney fino alle 8 del mattino seguente.

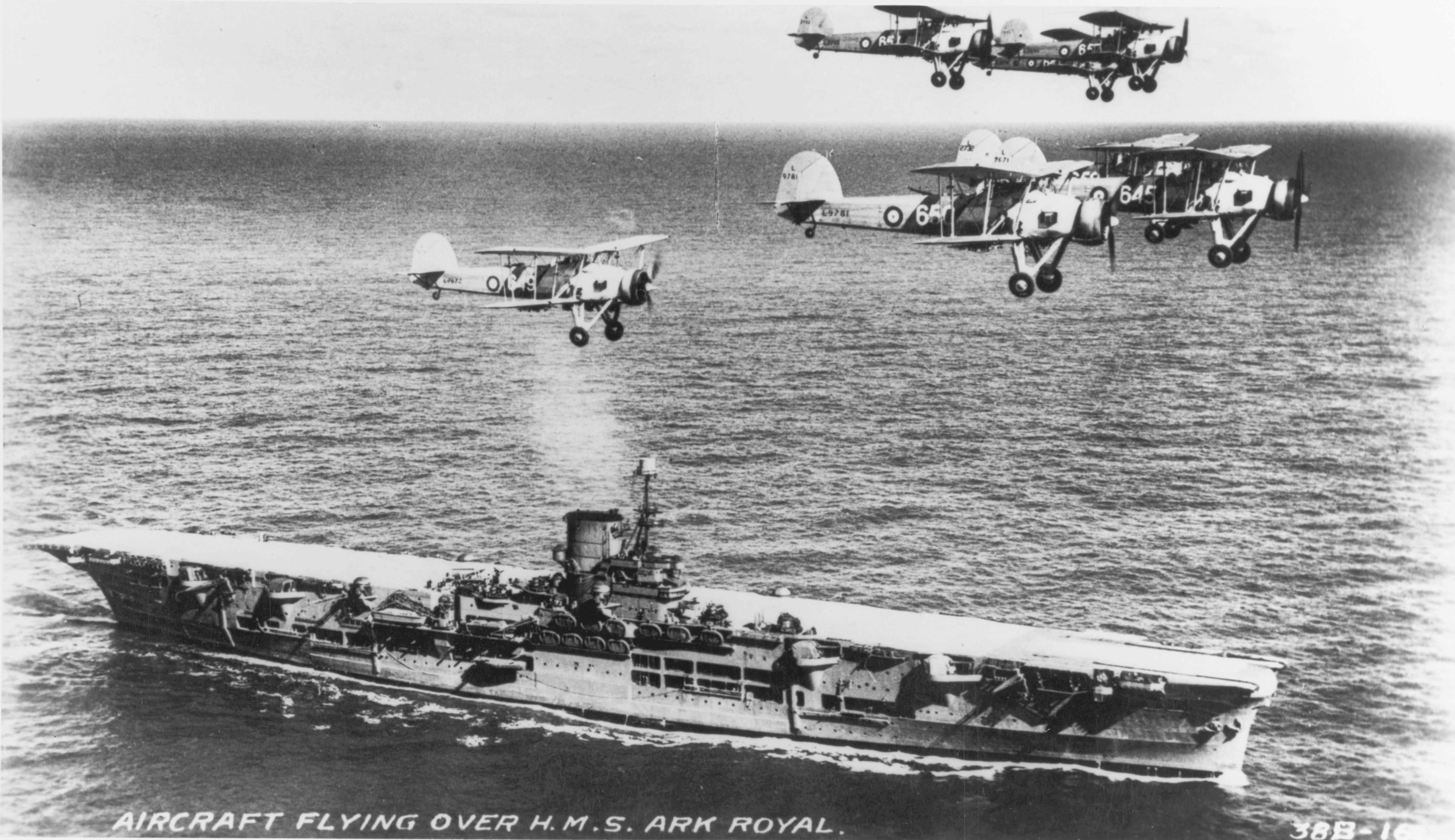
la Ark Royal sorvolata dagli Swordfish

Intanto gli Swordfish della Ark Royal, decollati alle 14:50, avevano raggiunto lo Sheffield e scambiandolo per la Bismarck l'avevano attaccato con i loro siluri. La Sheffield manovrò per evitare i siluri senza aprire il fuoco con le sue artiglierie contraerei. Nessuno dei siluri lanciati la colpì, sia grazie alle sue manovre evasive, sia per la scarsa qualità del dispositivo d'innesco magnetico dei siluri. Solo tre Swordfish rinunciarono all'attacco, essendosi accorti che si trattava dello Sheffield e non della Bismarck. Comunque questo incidente costrinse gli aerei a rientrare sulla Ark Royal per riapprovvigionarsi di combustibile e di siluri. Il successivo attacco fu programmato per le 18:30. Alle 19 la Bismarck era a 167°, 38 miglia dalla Forza H e alle 19:10 iniziarono i decolli degli Swordfish. Gli aerei dovevano puntare sullo Sheffield e prendere dall'incrociatore l'ultimo rilevamento della Bismarck. Alle 20:35 lo Sheffield segnalò agli aerei «12 miglia, dritto verso prora». Nel mentre, alle 20:39 l'U-Boot U-556 agli ordini del tenente di vascello Wohlfahrt intercetta il convoglio inglese, ma avendo esaurito i siluri si limita a riemergere e lanciare il segnale di allarme.
Date le condizioni meteorologiche (la Bismarck navigava sotto un fronte di nuvole a sviluppo verticale alto da 0 a 3 000 m) l'attacco dovette essere condotto per sezioni, senza coordinamento fra le sezioni stesse. Alle 20:53 iniziò l'ultimo attacco possibile contro la nave tedesca.
Nel corso dell'attacco gli Swordfish non si accorsero di aver messo dei colpi a segno, ma in realtà due siluri colpirono la Bismarck: uno a centro nave, senza provocare danni, e uno a dritta a poppa, che segnò il destino della nave danneggiando irreparabilmente il timone. La Bismarck poteva ora muoversi solo in cerchio a 6 nodi.

## La fine
(Frase rivolta dall'ammiraglio sir John Tovey al capitano di vascello Patterson, comandante della King George V, durante la battaglia finale con la Bismarck)
Il primo messaggio inviato dalla Ark Royal all'ammiraglio Tovey fu «Dal comandante della forza di attacco. Riteniamo di non aver messo nessun siluro a segno». In quel momento sembrò che la Bismarck fosse riuscita a sfuggire alla caccia, non erano possibili altri attacchi nel corso della notte e fra poche ore la caccia avrebbe dovuto finire per mancanza di nafta sulle navi britanniche. Però, dopo qualche tempo lo Sheffield segnalò la Bismarck con rotta 340° (NNW), quindi in allontanamento da Brest.

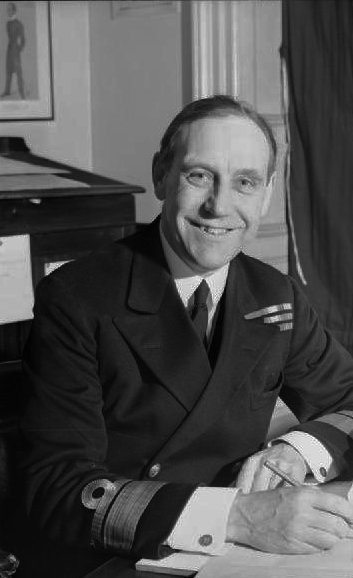
Il capitano di vascello Frederick Dalrymple-Hamilton, comandante della corazzata Rodney

Intanto lo Sheffield era sotto il fuoco della Bismarck, che, avvicinandosi mise fuori uso il radar e ferì diversi uomini, ma, quando lo Sheffield tentò di rompere il contatto la grossa corazzata non tentò neppure di seguirlo, proseguendo verso nord. Fu a quel punto che il comandante dello Sheffield inviò il messaggio che risollevava la speranza di Tovey. Mentre lo Sheffield si stava ritirando arrivarono in zona i cacciatorpediniere di Vian, disposti in linea di rilevamento con il mare (che, per tutto il periodo della caccia, era rimasto molto mosso e il cui stato in quel momento era 7), che spazzava la coperta delle piccole navi.
Sulla Bismarck, quando il secondo siluro degli Swordfish colpì la poppa, i timoni rimasero bloccati a 15°, e manovrare, cioè contrastare tutta la quantità di moto di 50 000 t solo con le eliche, era impossibile. L'unica cosa che poteva essere fatta era cercare di manovrare a bassa velocità, che quindi fu ridotta a soli 6 nodi, con esiti comunque estremamente scarsi. Furono fatti diversi tentativi, anche utilizzando sommozzatori, di riparare i timoni, ma nessuno ebbe successo.

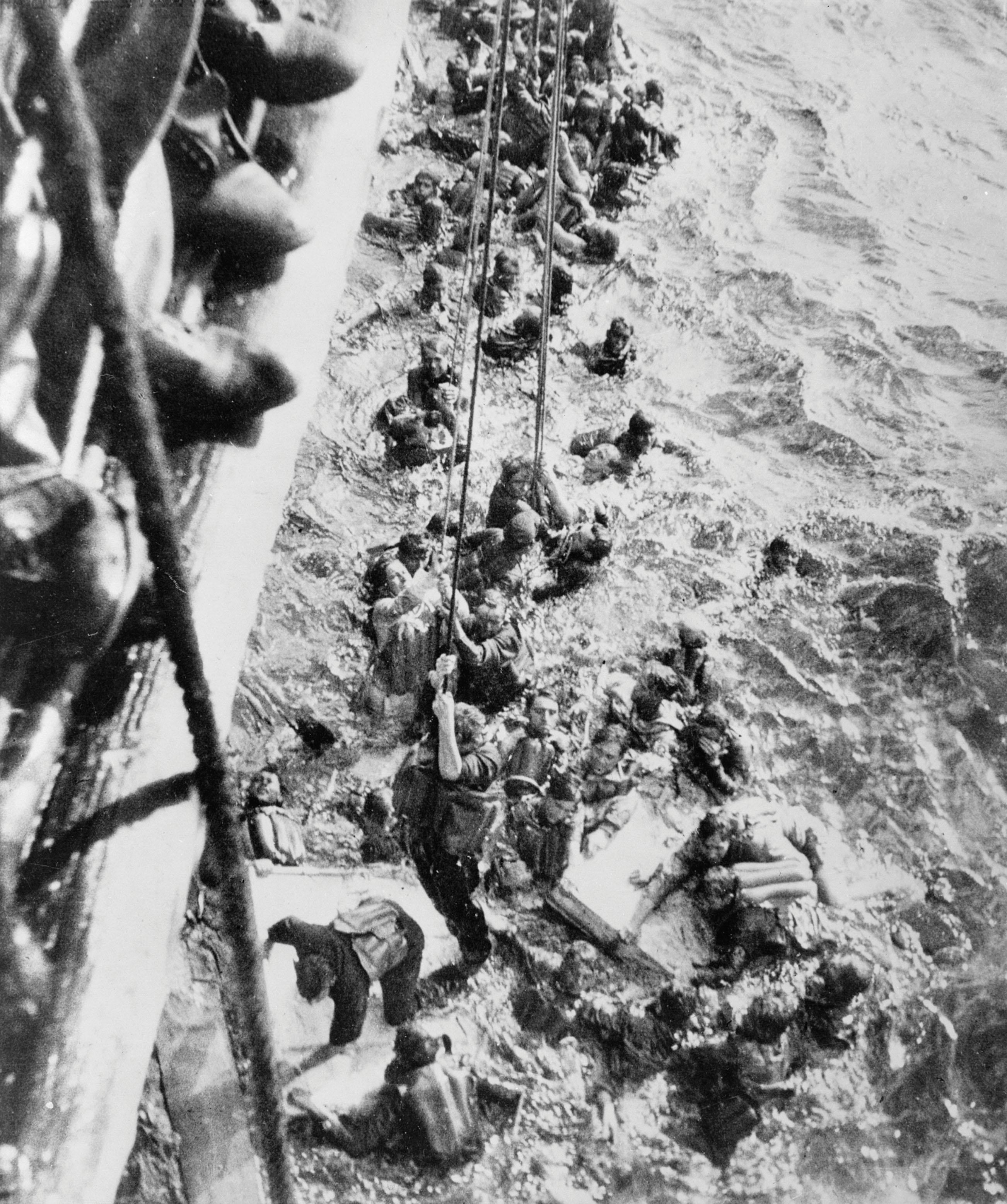
I superstiti dell'affondamento della Bismarck vengono raccolti dall'Incrociatore pesante HMS Dorsetshire

Tovey ordinò alla Forza H di portarsi a 20 miglia a sud della Bismarck, lasciando la rotta nord libera per le sue navi che stavano arrivando. Intanto i cacciatorpediniere di Vian, che avevano raggiunto la corazzata tedesca, si preparavano all'attacco. Da nord il Norfolk andava a tutta forza per raggiungere Tovey, mentre da sud arrivava il Dorsetshire; l'Edinburgh, che stava puntando verso l'Inghilterra, invertì la rotta, ma, quando seppe che l'azione decisiva si sarebbe svolta solo dopo l'alba, riprese rotta per Londonderry.
Il Piorun tentò un attacco con i suoi cannoni, ma ben presto fu costretto a ritirarsi e perse il contatto. L'attacco degli altri cacciatorpediniere iniziò alle 23:24, guidato dal Cossack, che, inquadrato dalle artiglierie secondarie della Bismarck dovette ben presto allontanarsi, poi toccò allo Zulu, che, dopo aver subito danni ruppe il contatto. Il terzo attacco fu portato dal Sikh, con lo stesso risultato dei precedenti. All'una il Maori attaccò isolatamente, ma, quando la Bismarck aprì il fuoco alle 1:21, si ritirò, dopo aver lanciato i siluri. Lo Zulu tentò un nuovo attacco quando vide il fuoco delle salve destinate al Maori, lanciando due siluri alle 1:37. Alle 1:40 il Cossack attaccò dall'altro lato, lanciando tre siluri. Anche il Sikh effettuò dei lanci. Ognuno dei cacciatorpediniere rivendicò almeno un colpo a segno sui 14 lanciati. In realtà, da quanto risulta dalle testimonianze dei superstiti della Bismarck, non fu messo a segno neppure un colpo.
Alle 7:53 (27 maggio) il Norfolk prese il contatto visivo con la Bismarck e alle 8:43 la nave fu avvistata dalle corazzate di Tovey. La caccia era finita, e ora si doveva solo dare il colpo di grazia al gigante ferito. La prima nave ad aprire il fuoco fu il Rodney alle 8:47, da 19 km, seguito dopo un minuto dalla King George V. La Bismarck inizialmente tentò di rispondere al fuoco, ma, impedita a mantenere una rotta stabile, riuscì solamente a mettere qualche salva "a cavallo" del Rodney, senza procurargli danni sensibili. La King George V non riuscì a colpire il bersaglio con le sue artiglierie, mentre il Rodney fra le 8:49 e le 9:10 aveva messo sulla Bismarck quattro colpi da 406 mm, provocando danni sia alla direzione di tiro sia alle torri prodiere (le uniche che potevano impegnare le navi britanniche). Altri due colpi (356 mm) arrivarono dalla King George V alle 9:13 sulla nave tedesca, a prua e a poppa. Un minuto dopo il Rodney metteva fuori uso anche la direzione di tiro secondaria, e la Bismarck non fu più in grado di reagire alle salve nemiche. La torre "Dora" (cioè la torre D, quella più vicina alla poppa della nave) tirò il suo ultimo colpo alle 9:31. Da quel momento la Bismarck si comportò come un pontone per il tiro delle navi britanniche, che ormai sparavano da meno di 9 km, a quel punto circa 300 colpi centrarono la nave tedesca. Alle 10:36 la Bismarck affondava, macchine in moto e bandiera a riva.